# 東京大学大学院理学系研究科附属天文学教育研究センター
東京大学大学院理学系研究科附属 天文学教育研究センター（とうきょうだいがくだいがくいんりがくけいけんきゅうかふぞく てんもんがくきょういく - 、英称：Institute of Astronomy, Faculty of Science, University of Tokyo）は、東京大学大学院理学系研究科の附属施設の一つで、東京大学内において天文学に関連する観測的研究を行っている。国内外に木曽観測所（長野県木曽町）、望遠鏡、天文台を所有している。
隣接する国立天文台三鷹キャンパス（東京都三鷹市）と連携して人的交流や共同研究が行われている。
略称は東京大学天文センター、IoA-UT など。

## 概要
天文学教育研究センターは、東京大学附属東京天文台のうち大型プロジェクト関連を国立天文台へ移管する改組に伴い、天文学教育研究部門を分離して、東京大学理学部天文学科の附属研究機関として1988年7月1日に発足した。大学院重点化に伴い、大学院理学系研究科天文学専攻の研究機関として強化が行われた。東京大学内において天文学に関連する教育研究や教育指導を行う研究室であり、旧東京天文台のうち木曽観測所が同センター附属施設として存続した。その後、後述にあるように、マグナム望遠鏡や東京大学アタカマ天文台 (TAO) プロジェクトなどを推進している。このように同センターは、旧東京天文台の教育研究機関としての流れを受けた組織である。
東京大学のみならず、全国共同利用天体観測施設としての役割を担っており、各大学研究室や企業などからの共同利用に付している。

## 研究
以下3分野の観測的研究を行っている。
電波天文学
東京天文台の野辺山地区（太陽電波観測所および宇宙電波観測所）からの流れを汲む。現在は、国立天文台野辺山宇宙電波観測所やASTE望遠鏡の観測共同利用などによって銀河や星形成、星間物理の研究を行っている。
銀河天文学
現在は、国立天文台ハワイ観測所の共同利用観測や、ビッグバン宇宙国際研究センターがハワイ州に設置しているマグナム望遠鏡等を用いた観測研究を実施している。マグナム望遠鏡に関しては、学内共同利用の規定に基づきデータを共有して観測および解析が行われている。（なお、マグナム望遠鏡に関しても、本研究室への利用申請に基づきデータの活用が可能である。）その他にも東京大学宇宙線研究所の研究プロジェクトも共同で実施。
恒星天文学
可視光線・赤外線の測光観測や分光観測によって恒星物理学の研究を実施。

## 観測運用施設

### 木曽観測所
1974年に東京天文台の観測所として長野県上松町小川の上流に開設された（同地区には京都大学上松天体赤外線観測室もある）。主力観測装置は日本光学工業（現ニコン）製の105cm大型シュミット式望遠鏡であり、現在も運用されている。これはアメリカ合衆国にあるパロマー天文台のものと同口径であり、6゜四方という広い視野を持つ。過去にはシュミット式望遠鏡で撮影した光学乾板を分析し天体現象を解析していたが、1987年に100万画素CCDカメラ (1kCCD) の開発が開始された。1997年からは後継に当たる400万画素CCDカメラ (2kCCD) と近赤外線カメラKONICが搭載され、電子処理されたデータに基づいてコンピュータで解析を行っている。2012年からはさらに広視野化を実現したKWFC（Kiso Wide Field Camera、視野125分角四方）が運用されている。木曽観測所は本研究センターの研究施設であるが、大学共同利用施設として学外の観測者にも共同観測利用に付している。

### マグナム望遠鏡
国立天文台、ビッグバン宇宙国際研究センターで開発。口径2.0mの全自動型光学反射式望遠鏡。クエーサーや活動銀河核の増光などのサーベイ観測を行っている。

### 60cm電波望遠鏡
VST (Very Small Telescope) -1、VST-2 がある。VST-1 は1989年、国立天文台野辺山宇宙電波観測所に設置された。故障などにより一時運用が中断したが、東京学芸大学・大阪府立大学・国立天文台との共同開発により光学系・受信機・音響光学型電波分光計・制御システムを刷新して復活し、運用が再開された。主として 230GHz の一酸化炭素輝線のサーベイ観測を行っている。VST-2 はヨーロッパ南天天文台のラ・シヤ天文台に設置・運用されていたが、現在は運用を停止している。

### 東京大学アタカマ天文台
チリ北部のチャナントール山山頂に、口径6.5m赤外線望遠鏡を設置する計画を進めている。現在は同所に設置した口径1mのminiTAO望遠鏡を用いて、近赤外線から中間赤外線の観測を行っている。

## 一般公開
- 一般見学者は、国立天文台三鷹キャンパス特別公開の時のみ見学が可能。研究室公開や学生による各種イベントを開催している。
- 木曽観測所は、「銀河学校」として高校生を対象にした教室を開催している。またサイエンス・パートナーシッププログラムの一環として「星の教室」と呼ばれる講座が中学高校生を対象として開催している。特別公開は8月上旬に実施しており、隣接する名古屋大学太陽地球環境研究所木曽太陽風観測所との共同開催。
- 木曽観測所の一般見学は、年末年始を除いて、構内見学は自由。観測所の施設内は、ドーム観覧者室、展示室などの見学が、冬季（12月〜3月）を除いて自由に可能。おおむね、午後0時〜午後4時まで。夏季は、午後5時まで延長。

## 進学
天文学教育研究センターでは、東京大学理学部天文学科の学部学生と、東京大学大学院理学系研究科天文学専攻の大学院生を受け入れている。

## 所在地
- 〒181-0015 東京都三鷹市大沢2-21-2
  - 国立天文台三鷹キャンパスの南部地区に相当する場所にある。
- 交通：三鷹駅、武蔵境駅下車、バスで20分。調布駅下車、バスで20分。「天文台」前下車

### 附属天体観測施設
- 木曽観測所
  - 長野県木曽郡木曽町三岳10762-30

交通：木曽福島駅または、上松駅下車、タクシーで約30分。バスで、木曽福島駅から「橋渡」下車、約6km。上松駅から、「焼笹」下車、約5km
- VST-1
  - 長野県南佐久郡南牧村野辺山2420-2　野辺山宇宙電波観測所内

- マグナム望遠鏡
  - アメリカ合衆国ハワイ州マウイ島ハレアカラ山頂
- 東京大学アタカマ天文台
  - チリ共和国アントファガスタ州エルロア県サンペドロ・デ・アタカマ地区チャナントール山頂

### 研究組織
- 東京大学
  - 東京大学大学院理学系研究科附属ビッグバン宇宙国際研究センター
  - 東京大学宇宙線研究所（共同利用・共同研究拠点）

### その他
民間企業である、ナノオプトニクス研究所（現：ナノオプトニクス・エナジー）の東京事業所が産学連携オフィスとして、本研究センター内に入居し、地球大気中の二酸化炭素の出す吸収線を測定する中間赤外線分光器を製作している。これはアタカマ天文台のパイロット望遠鏡であるmini-TAO1m望遠鏡に装備される予定である。